# Méridablomstickare
Méridablomstickare (Diglossa gloriosa) är en fågel i familjen tangaror inom ordningen tättingar.

## Utbredning och systematik
Fågeln förekommer i Anderna i västra Venezuela (Trujillo, Mérida och norra Táchira). Den behandlas som monotypisk, det vill säga att den inte delas in i några underarter.

## Status
Arten har ett begränsat utbredningsområde, men beståndet anses vara stabilt. IUCN kategoriserar arten som livskraftig.